# Эрнст (герцог Австрии)

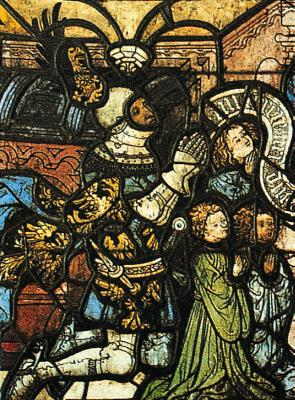
Эрнст Железный

Эрнст Железный (нем. Ernst der Eiserne; 1377, Брук-ан-дер-Мур — 10 июня 1424, там же) — герцог Внутренней Австрии в 1402—1424 годах из Леопольдинской линии династии Габсбургов. Эрнст был третьим сыном австрийского герцога Леопольда III и Виридис Висконти, дочери Бернабо Висконти, правителя Милана.

## Биография
После гибели отца в сражении при Земпахе в 1386 году Эрнст находился под опекой своего дяди Альбрехта III, герцога Австрии, а в 1401 году сопровождал германского короля Рупрехта в его кампаниях в Италии. В 1402 году Эрнст был признан своими старшими братьями Вильгельмом и Леопольдом IV в качестве герцога Штирии.
После смерти старшего брата, герцога Вильгельма, в 1406 году оставшиеся сыновья Леопольда III разделили между собой наследственные владения: старший Леопольд IV получил Переднюю Австрию, Каринтию, Крайну и опеку над юным герцогом Австрии Альбрехтом V; Эрнст — Штирию, а младший Фридрих IV — Тироль. Однако уже в следующем году вспыхнул конфликт между Эрнстом и Леопольдом IV за контроль над Веной. В этом столкновении Эрнста поддержала городская верхушка и купеческие гильдии австрийской столицы, тогда как за Леопольда IV стояли цехи. Несмотря на определённые успехи в войне против Леопольда, в 1409 году Эрнст был вынужден уступить старшему брату и оставить претензии на Вену.
После смерти Леопольда IV в 1411 году Эрнст, как старший в роде, стал главой Габсбургского дома. Земли Австрийской монархии были вновь поделены: Альбрехту V оставлена собственно Австрия, Фридрих IV в дополнение к Тиролю получил Переднюю Австрию, а Эрнст стал правителем Штирии, Каринтии, Крайны, а также Триеста и ленов во Фриули и Истрии (всё вместе — Внутренняя Австрия). Этот раздел положил начало формированию Штирийской (наследники Эрнста) и Тирольской ветвей (потомки Фридриха IV) дома Габсбургов.
Эрнст Железный был последним правителем Каринтии, короновавшимся в 1414 году согласно древнему словенскому обряду на Госпосветском поле. Он также первым из Габсбургов стал использовать титул эрцгерцога, введённый Рудольфом IV в 1358 году, но с того времени не применяемый из-за сопротивления императоров Священной Римской империи.
С 1412 года Эрнст находился в непрерывном конфликте с императором Сигизмундом. При этом с 1414 года был членом основанного тем Ордена Дракона (а также Ордена Святого Гроба Господнего Иерусалимского). Когда в 1417 году его брат Фридрих IV был лишён своих владений императором, Эрнст сначала попытался сам закрепиться в Тироле, но потом, договорившись с братом, возглавил австрийско-тирольские войска, давшие отпор попыткам императора захватить власть во владениях Фридриха.
От Эрнста Железного ведут своё происхождение все последующие императоры Священной Римской и Австрийской империй из династии Габсбургов.

## Брак и дети
- (1392) Маргарита Померанская[нем.] (1366—1410), дочь Богуслава V, герцога Померании
- (1412) Кимбурга Мазовецкая (1394—1429), дочь Земовита IV, князя Плоцкого и Куявского

Фридрих V (1415—1493), герцог Австрии и император Священной Римской империи (как Фридрих III)
Маргарита (1416/1417—1486), замужем (1431) за Фридрихом II Кротким, курфюрстом Саксонским
Альбрехт VI (1418—1463), эрцгерцог Австрии
Александра (1420)
Рудольф (ум. 1423)
Леопольд (ум. 1424)
Эрнст II (ум. 1432)
Екатерина (1424—1493), замужем (1447) за Карлом I, маркграфом Баденским
Анна (ум. 1429)